# Jean Ziegler

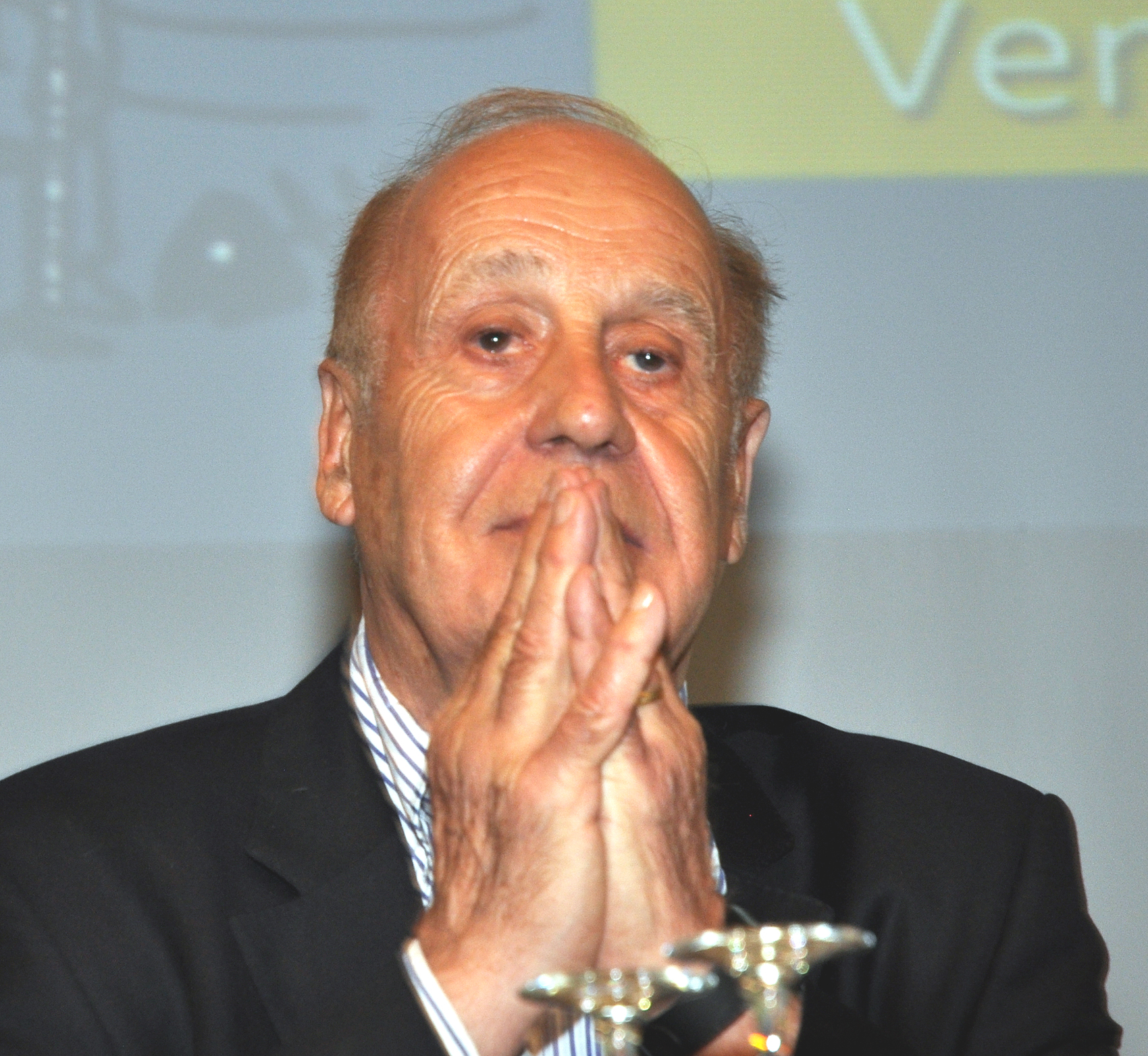
Jean Ziegler 2015

Jean Ziegler (Thun, 19 aprile 1934) è un sociologo e politico svizzero, autore di numerosi saggi sui temi della povertà e sugli abusi e le storture dei sistemi finanziari internazionali in particolare nel suo Paese.

## Biografia
(Jean Ziegler, ONU Special Rapporteur on the Right to Food)

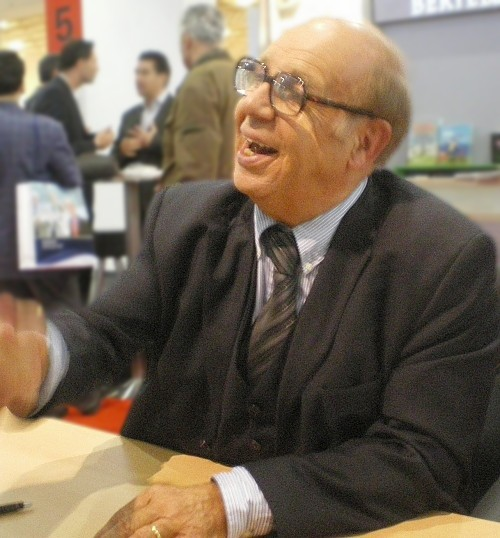
Jean Ziegler, Fiera del libro di Francoforte 2009

Dopo aver compiuto gli studi all'Università di Berna e di Ginevra ha ottenuto il dottorato in Legge e Sociologia. Consigliere comunale socialista a Ginevra per un breve periodo e poi parlamentare per numerose legislature presso il Parlamento Federale elvetico, oggi ricopre la carica di Relatore speciale sul diritto all'alimentazione per il Consiglio per i diritti umani delle Nazioni Unite.
Nel corso degli anni ottanta fu protagonista di un'accesa controversia riguardante i suoi rapporti con Muʿammar Gheddafi e la creazione del "Premio Gheddafi per i diritti dell'uomo", per la gestione del quale egli ammise di avere dato i propri consigli, negando al tempo stesso di aver fatto parte della giuria, fatto sostenuto dalla rivista Time. Professore di sociologia presso l'Università di Ginevra e l'università Sorbona di Parigi, è apparso nel documentario austriaco del 2005 We Feed the World di Erwin Wagenhofer.